# Ese-Chajia
Ese-Chajia – osiedle typu miejskiego w Rosji, w Jakucji. W 2010 roku liczyło 239 mieszkańców.